# Martim Pires de Chacim
D. Martim Pires de Chacim (1185 – 1258) Senhor da actual freguesia de Chacim, Alto Trás-os-Montes portuguesa. Foi contemporâneo de D. Afonso III de Portugal.

## Relações familiares
Casou com D. Froile Nunes de Bragança, filha de D. Nuno Pires de Bragança e de Maria Fogaça (1180 -?) de quem teve:
1. D. Nuno Martins de Chacim casou por duas vezes, a primeira com Sancha Pires Correia, filha de Pêro Pais Correia (1200 -?) e de Dórdia Pais de Aguiar (1210 —?), e a segunda com Teresa Nunes Queixada.
2. D. Álvaro Martins de Chacim.
3. D. Maria Martins casou com Rui Pires Rebotim.
4. D. Sancha Martins de Chacim casou com Nuno Garcia de Touro. Esta filha depois de viuva deu entrada no Mosteiro de Santos onde é referida como Comendadeira entre os anos de 1278 e 1283.

## Ligações Externas
- Instituto Histórico da Ilha Terceira.